# 吸入剤
吸入剤（きゅうにゅうざい）は、口から吸い込むことで体内に薬物を投与する剤形。ネブライザーやスチームなどの吸入器を用いる。主なものに、気管支喘息治療薬のブデソニド・ホルモテロールやサルメテロール・フルチカゾン、インフルエンザ治療薬のザナミビルやラニナミビル、慢性閉塞性肺疾患（COPD）治療薬のチオトロピウムなどがある。
口腔内やのどへの吸着を防ぎ、決まった量を正しく投与するためには、吸入器具を適切に設計する必要があり、MDI（metered dose inhaler、定量噴霧吸入器）などが採用されている。

## 分類

### エアロゾル製剤（MDI）
最も一般的な吸入剤は、加圧式定量噴霧吸入器（pMDI: pressurized metered dose inhaler）によって吸入されるエアロゾル製剤である。薬物は、容器（ボンベ）の中に液剤または懸濁剤の形で入っていて、容器を押すことで定められた量の薬剤をエアロゾルにして噴出し、吸入する。吸入手技が難しい場合は、吸入用補助器具（スペーサー）を製剤と口の間に入れる。喘息の発作をすぐに止める薬などに用いられる。
使い方は、まず容器をよく振り、息をすべて吐き出す。マウスピースを口の中に入れ、ゆっくり吸い込みながら容器の底を強く1回押す。 エアロゾル状の薬剤が肺の中に入っていくように息を吸い続け、さらに気管支にいきわたるよう、5秒ほど息を止める。

### ドライパウダー製剤（DPI）
ドライパウダー吸入器によって吸入する粉末製剤（DPI: dry powder inhaler）は、日本では2000年頃から普及しはじめた。ディスカス、ロタディスク、エリプタといった吸入器を用いる。エアロゾルとは異なり、自分の力で吸い込む必要があるため、喘息発作時に用いる治療薬には向いていない。ステロイド単剤や、ステロイドとβ2作動薬との合剤がある。
- ディスカス - 円盤型の装置に粉末の製剤が充填されており、水平に持った容器を回しながらカバーを開けることで、1回分の吸入準備ができる吸入器。カウンターで残り吸入回数がわかる。フルタイド（プロピオン酸フルチカゾン）、セレベント（サルメテロール）、アドエア（サルメテロールとプロピオン酸フルチカゾンの合剤）など。

- ロタディスク - 粉末の製剤が入ったディスクに穴をあけ、1回分の吸入準備をしてから吸入する吸入器。操作の手数は多いが、ディスクを目視することで残量がわかる。

- エリプタ - 容器のふたを開けることで1回分の吸入準備ができる吸入器[1][2]。カウンターで残り吸入回数がわかる。アニュイティ（フランカルボン酸フルチカゾン）、レルベア（ビランテロールとフランカルボン酸フルチカゾンの合剤）、エンクラッセ（ウメクリジニウム）、アノーロ（ウメクリジニウムとビランテロールの合剤）、テリルジー（フランカルボン酸フルチカゾンとビランテロールとウメクリジニウムの合剤）など。

- タービュヘイラー - 吸入器を垂直に立てた状態で、回転グリップを回してから吸入する。パルミコート（ブテソニド）、オーキシス（ホルモテロール）、シムビコートおよびブデホル（ブデソニドとホルモテロールの合剤）など。

- ツイストヘラー - タービュヘイラーにカウンターがついた剤形。アズマネックス（モメタゾン）など。

- ハンディヘラ―、ブリーズヘラ― - カプセル入り薬剤を容器に移し、穴をあけてから吸入する。吸入後カプセルを廃棄する必要がある。スピリーバ（チオトロピウム）、シーブリ（グリコピロニウム）、オンブレス（インダカテロール）、ウルティブロ（グリコピロニウムとインダカテロールの合剤）、アテキュア（モメタゾンとインダカテロールの合剤）、エナジア（モメタゾンとインダカテロールとグリコピロニウムの合剤）など。

### ネブライザー
ネブライザーを用いて薬剤を霧状にし噴霧し吸入するための、液状の薬剤。

### ソフトミストインヘラー(SMI)
液状の薬剤を吸入するという意味ではネブライザーと同様であるが、カートリッジから高圧スプレーを噴霧することで霧状にする。European Respiratory Society (ERS) はソフトミストインヘラー（Soft mist inhaler）をネブライザーに分類し、 hand driven nebulizer、hand driven pMDIとも呼ばれる。
- レスピマット - 容器を立てたまま回転させることで定量の液剤の準備をした後、ふたを開け、噴霧ボタンを押しながら吸入する。スピリーバ（チオトロピウム）、スピオルト（チオトロピウムとオロダテロールの合剤）など。